# Sublegatus modestus
El mosquero matorralero sureño (Sublegatus modestus), también denominado suirirí pico corto (en Argentina y Paraguay), suirirí copetón (en Uruguay), viudita gris (en Uruguay) o moscareta matorralera sureña (en Perú), es una especie de ave paseriforme de la familia Tyrannidae una de las tres pertenecientes al género Sublegatus. Se distribuye en el centro y centro-sur de América del Sur.

## Distribución y hábitat
Su área de nidificación se extiende desde el centro del Perú, el norte de Bolivia, el centro del Brasil, el Paraguay, Uruguay, y las provincias del noroeste, noreste, y centro de la Argentina, llegando por el sur hasta el norte de la Patagonia. En otoño, la población austral migra hasta el norte, al este de Perú y la cuenca amazónica.
Habita en bosques semiáridos, o húmedos abiertos o degradados, sabanas arboladas, y arbustales áridos hasta los 2000 m de altitud o más en Bolivia, pero mayormente abajo de 1000 m.

## Descripción
Mide 14 cm de longitud. Las partes superiores son marrón oliváceo, con estría blanca por el ojo. El pico es corto y negro. Las alas más oscuras con dos listas blancas bien visibles. La garganta y el pecho gris claro, contrastando con el abdomen amarillento.

## Comportamiento

### Alimentación
Quieto y discreto, posa erecto, en general oculto en el follaje. Da vuelos cortos para cazar insectos en el aire o sobre plantas, y puede comer frutos junto con Elaenias y otras aves.

### Vocalización
El llamado es un «psiu» débil y fino, repetido a intervalos de um segundo.

## Sistemática

### Descripción original
Esta especie fue descrita originalmente por el naturalista alemán Maximilian zu Wied-Neuwied en el año 1831, bajo el nombre científico de Muscipeta modesta. La localidad tipo dada es: «Camamú y Bahía, Brasil».

### Etimología
El nombre genérico masculino «Sublegatus» se compone de la palabra del latín «sub» que significa ‘cercano’, y del género «Legatus»; o sea «que se parece a un Legatus»; y el nombre de la especie «modestus» en latín significa ‘modesto, liso’.

### Taxonomía
Todos los miembros del género anteriormente eran tratados como conespecíficos, pero la existencia de diferencias vocales y morfológicas soportó la separación en tres especies, posiblemente más. La población de hábitos residentes que habita en zonas de altura en Bolivia, la cual posee alas más largas, podría representar una especie críptica, aún sin nombre.

### Subespecies
Según las clasificaciones del Congreso Ornitológico Internacional (IOC) y Clements Checklist/eBird se reconocen dos subespecies, con su correspondiente distribución geográfica:
- Sublegatus modestus modestus (Wied-Newied, 1831) – centro del Perú (valle de Urubamba), el norte de Bolivia, y el centro del Brasil, hasta Maranhão, Pernambuco y Paraná.
- Sublegatus modestus brevirostris (d'Orbigny & Lafresnaye, 1837) – nidifica en el área chaqueña de Bolivia y Paraguay, en Uruguay y en Argentina hasta el norte de la Patagonia. En otoño migra hasta el este de Perú y la cuenca amazónica.